# Sneakers (película de 1992)
Sneakers (en España, Los fisgones; en Hispanoamérica, Héroes por azar) es una película estadounidense de 1992. fue dirigida por Phil Alden Robinson y contó con la actuación de Robert Redford, Dan Aykroyd, Ben Kingsley, Mary McDonnell, River Phoenix, Sidney Poitier y David Strathairn. El rodaje tuvo lugar a finales de 1991, pero se estrenó en 1992.
El origen de la película lo encontramos en otra película sobre ordenadores y hackers, la popular Juegos de guerra (1983). Los guionistas de aquella película, Lawrence Lasker y Walter F. Parkes, inspirados en su propio guion de aquella película, empezaron a desarrollar la idea de hacer el guion de esta película, mientras se documentaban para el film dirigido por John Badham en 1981. El proyecto no arrancó definitivamente hasta que Robert Redford entró en él.

## Argumento
Martin Bishop, un genio de los ordenadores con un pasado extraño, lidera un grupo dedicado a la investigación y espionaje privado. 
El grupo, compuesto por Donald Crease, Erwin Emory, Darryl Roskow y Carl Arbogast, es muy peculiar. Cada uno es especialista en un tema y todos tienen un pasado extraño.
Un día, "Marty" y su grupo, se ven obligados a trabajar para una agencia secreta que les encarga el robo de una caja negra diseñada por un conocido matemático especialista en encriptación, el Dr. Gunter Janek. Una vez que la tienen en su poder, descubren que la caja tiene la capacidad de decodificar cualquier sistema de encriptación y que la agencia que les ha contratado no es del gobierno.
Tras esta sorpresa el equipo, con la ayuda de Liz, se embarca en una lucha por recuperar la caja, en la que Martin se reencontrará con Cosmo, un viejo amigo que quiere vengarse de él.

## Personajes
| Actores            | Personajes                          |
| ------------------ | ----------------------------------- |
| Robert Redford     | Martin Bishop/Martin Brice, "Marty" |
| Ben Kingsley       | Cosmo                               |
| Sidney Poitier     | Donald Crease                       |
| David Strathairn   | Erwin Emory, "Sonar"                |
| Dan Aykroyd        | Darryl Roskow "Madre"               |
| River Phoenix      | Carl Arbogast                       |
| Mary McDonnell     | Liz                                 |
| Stephen Tobolowsky | Werner Brandes                      |
| Timothy Busfield   | Dick Gordon                         |
| Eddie Jones        | Buddy Wallace                       |
| George Hearn       | Gregor                              |
| Donald Logue       | Dr. Gunter Janek                    |
| Lee Garlington     | Dr. Elena Rhyzkov                   |
| James Earl Jones   | Agente de la NSA Bernard Abbott     |

## Premios
- Premio Edgar Allan Poe (1993): 1 Nominación
- Premio Image (1995): 1 Nominación

## Remake
La película de temática hacker Los fisgones llegará a la pequeña pantalla en forma de serie de televisión a través de la NBC.